# Gravesia (plante)
Pour l’article homonyme, voir Gravesia pour le genre d'ammonites.
Genre
Gravesia est un genre de plantes à fleurs de la famille des Melastomataceae dont les espèces sont originaires d'Afrique tropicale.

## Liste d'espèces
Selon Catalogue of Life (12 juillet 2014) :
- Gravesia gabonensis
- Gravesia lebrunii
- Gravesia pulchra

Selon NCBI (12 juillet 2014) :
- Gravesia guttata
- Gravesia rutenbergiana
- Gravesia viscosa

Selon The Plant List (12 juillet 2014) :
- Gravesia aberrans H. Perrier
- Gravesia alata H. Perrier
- Gravesia albinervia Jum. & H. Perrier
- Gravesia ambrensis H. Perrier
- Gravesia angustifolia Cogn.
- Gravesia angustisepala H. Perrier
- Gravesia antongiliana H. Perrier
- Gravesia apiculata (Cogn.) H. Perrier
- Gravesia barbata H. Perrier
- Gravesia baronii H. Perrier
- Gravesia bertolonioides Naudin
- Gravesia biporosa H. Perrier
- Gravesia bullosa (Cogn.) H. Perrier
- Gravesia calliantha Jum. & H. Perrier
- Gravesia capitata H. Perrier
- Gravesia cauliflora H. Perrier
- Gravesia cistoides H. Perrier
- Gravesia crassicauda H. Perrier
- Gravesia decaryana H. Perrier
- Gravesia dichaetantheroides H. Perrier
- Gravesia dionychaefolia H. Perrier
- Gravesia diversifolia H. Perrier
- Gravesia ecalcarata H. Perrier
- Gravesia elongata (Cogn.) H. Perrier
- Gravesia erecta H. Perrier
- Gravesia extenta Jum. & H. Perrier
- Gravesia fulva H. Perrier
- Gravesia gabonensis Jacq.-Fél.
- Gravesia glandulosa H. Perrier
- Gravesia gunneroides H. Perrier
- Gravesia guttata (Hook.) Triana
- Gravesia hederoides H. Perrier
- Gravesia heterophylla Aug. DC.
- Gravesia hirtopetala H. Perrier
- Gravesia hispida (Baker) H. Perrier
- Gravesia humberti H. Perrier
- Gravesia humblotii Cogn.
- Gravesia hylophila (Gilg) A. Fern. & R. Fern.
- Gravesia ikongoensis H. Perrier
- Gravesia inappendiculata H. Perrier
- Gravesia jumellei H. Perrier
- Gravesia lamiana H. Perrier
- Gravesia lanceolata (Cogn.) H. Perrier
- Gravesia laxiflora (Naudin) Baill.
- Gravesia longifolia H. Perrier
- Gravesia longipes H. Perrier
- Gravesia lutea (Naudin) H. Perrier
- Gravesia macrantha Jum. & H. Perrier
- Gravesia macrophylla (Naudin) Baill.
- Gravesia macropoda (Jum. & H. Perrier) H. Perrier
- Gravesia macrosepala Jum. & H. Perrier
- Gravesia magnifolia H. Perrier
- Gravesia mangorensis Jum. & H. Perrier
- Gravesia marojejyensis Humbert
- Gravesia masoalensis Jum. & H. Perrier
- Gravesia medinilloides H. Perrier
- Gravesia microphylla (Cogn.) H. Perrier
- Gravesia minutidentata H. Perrier
- Gravesia mirabilis H. Perrier
- Gravesia nigrescens (Naudin) Baill.
- Gravesia nigro-ferruginea H. Perrier
- Gravesia oblanceolata H. Perrier
- Gravesia oblongifolia (Cogn.) H. Perrier
- Gravesia parvifolia (Aug. DC.) H. Perrier
- Gravesia pauciflora H. Perrier
- Gravesia pedunculata Triana
- Gravesia peltata H. Perrier
- Gravesia pilosula (Cogn.) Baill.
- Gravesia porphyrovalvis Baker
- Gravesia primuloides Cogn.
- Gravesia pterocaulon H. Perrier
- Gravesia pulchra (Gilg) Jacq.-Fél. ex Wickens
- Gravesia pusilla Cogn.
- Gravesia pustulosa H. Perrier
- Gravesia ramosa Jum. & H. Perrier
- Gravesia reticulata Cogn.
- Gravesia retracticauda H. Perrier
- Gravesia rienanensis H. Perrier
- Gravesia rosea (Cogn.) H. Perrier
- Gravesia rostrata H. Perrier
- Gravesia rotundifolia H. Perrier
- Gravesia rubiginosa H. Perrier
- Gravesia rubra (Jum. & H. Perrier) H. Perrier
- Gravesia rubripes (Jum. & H. Perrier) H. Perrier
- Gravesia rupicola H. Perrier
- Gravesia rutenbergiana Baill. ex Cogn.
- Gravesia sambiranensis H. Perrier
- Gravesia scandens H. Perrier
- Gravesia scripta H. Perrier
- Gravesia serpens H. Perrier
- Gravesia setifera H. Perrier
- Gravesia stipulata H. Perrier
- Gravesia subglobosa H. Perrier
- Gravesia submalvacea H. Perrier
- Gravesia subsessilifolia H. Perrier
- Gravesia succosa H. Perrier
- Gravesia tanalensis H. Perrier
- Gravesia tetramera H. Perrier
- Gravesia tetraptera (Cogn.) H. Perrier
- Gravesia thymoides (Baker) H. Perrier
- Gravesia torrentum Jum. & H. Perrier
- Gravesia tricaudata H. Perrier
- Gravesia variesetosa H. Perrier
- Gravesia velutina Jum. & H. Perrier
- Gravesia venusta H. Perrier
- Gravesia vestita (Baker) H. Perrier
- Gravesia viguieri H. Perrier
- Gravesia violacea (Jum. & H. Perrier) H. Perrier
- Gravesia viscosa H. Perrier

Selon Tropicos (12 juillet 2014) (Attention liste brute contenant possiblement des synonymes) :
- Gravesia aberrans H. Perrier
- Gravesia alata H. Perrier
- Gravesia albinervia Jum. & H. Perrier
- Gravesia ambrensis H. Perrier
- Gravesia angustifolia Cogn.
- Gravesia angustisepala H. Perrier
- Gravesia antongiliana H. Perrier
- Gravesia apiculata (Cogn.) H. Perrier
- Gravesia barbata H. Perrier
- Gravesia baronii H. Perrier
- Gravesia bertolonioides Naudin
- Gravesia biauriculata H. Perrier
- Gravesia biporosa H. Perrier
- Gravesia bullosa (Cogn.) H. Perrier
- Gravesia calliantha Jum. & H. Perrier
- Gravesia capitata H. Perrier
- Gravesia cauliflora H. Perrier
- Gravesia cistoides H. Perrier
- Gravesia crassicauda H. Perrier
- Gravesia decaryana H. Perrier
- Gravesia dichaetantheroides H. Perrier
- Gravesia dionychaefolia H. Perrier
- Gravesia distantinervia Jum. & H. Perrier
- Gravesia diversifolia H. Perrier
- Gravesia ecalcarata H. Perrier
- Gravesia elongata (Cogn.) H. Perrier
- Gravesia erecta H. Perrier
- Gravesia extenta Jum. & H. Perrier
- Gravesia fulva H. Perrier
- Gravesia gabonensis Jacq.-Fél.
- Gravesia glandulosa H. Perrier
- Gravesia gunneroides H. Perrier
- Gravesia guttata (Hook.) Triana
- Gravesia hederoides H. Perrier
- Gravesia heterophylla Aug. DC.
- Gravesia hirtopetala H. Perrier
- Gravesia hispida (Baker) H. Perrier
- Gravesia humberti H. Perrier
- Gravesia humblotii Cogn.
- Gravesia hylophila (Gilg) A. Fern. & R. Fern.
- Gravesia ikongoensis H. Perrier
- Gravesia inappendiculata H. Perrier
- Gravesia jumellei H. Perrier
- Gravesia lamiana H. Perrier
- Gravesia lanceolata (Cogn.) H. Perrier
- Gravesia laxiflora (Naudin) Baill.
- Gravesia longifolia H. Perrier
- Gravesia longipes H. Perrier
- Gravesia lutea (Naudin) H. Perrier
- Gravesia macrantha Jum. & H. Perrier
- Gravesia macrophylla (Naudin) Baill.
- Gravesia macropoda (Jum. & H. Perrier) H. Perrier
- Gravesia macrosepala Jum. & H. Perrier
- Gravesia magnifolia H. Perrier
- Gravesia malvacea Jum. & H. Perrier
- Gravesia mangorensis Jum. & H. Perrier
- Gravesia marojejyensis Humbert
- Gravesia masoalensis Jum. & H. Perrier
- Gravesia medinilloides H. Perrier
- Gravesia microphylla (Cogn.) H. Perrier
- Gravesia minutidentata H. Perrier
- Gravesia mirabilis H. Perrier
- Gravesia nigrescens (Naudin) Baill.
- Gravesia nigro-ferruginea H. Perrier
- Gravesia oblanceolata H. Perrier
- Gravesia oblongifolia (Cogn.) H. Perrier
- Gravesia onivensis Jum. & H. Perrier
- Gravesia parvifolia (Aug. DC.) H. Perrier
- Gravesia pauciflora H. Perrier
- Gravesia pedunculata Triana
- Gravesia peltata H. Perrier
- Gravesia pilosula (Cogn.) Baill.
- Gravesia porphyrovalvis Baker
- Gravesia primuloides Cogn.
- Gravesia pterocaulon H. Perrier
- Gravesia pulchra (Gilg) Jacq.-Fél. ex Wickens
- Gravesia pusilla Cogn.
- Gravesia pustulosa H. Perrier
- Gravesia ramosa Jum. & H. Perrier
- Gravesia reticulata Cogn.
- Gravesia retracticauda H. Perrier
- Gravesia rienanensis H. Perrier
- Gravesia riparia A. Fern. & R. Fern.
- Gravesia rosea (Cogn.) H. Perrier
- Gravesia rostrata H. Perrier
- Gravesia rotundifolia H. Perrier
- Gravesia rubiginosa H. Perrier
- Gravesia rubra (Jum. & H. Perrier) H. Perrier
- Gravesia rubripes (Jum. & H. Perrier) H. Perrier
- Gravesia rupicola H. Perrier
- Gravesia rutenbergiana Baill. ex Cogn.
- Gravesia sambiranensis H. Perrier
- Gravesia scandens H. Perrier
- Gravesia scripta H. Perrier
- Gravesia serpens H. Perrier
- Gravesia setifera H. Perrier
- Gravesia stipulata H. Perrier
- Gravesia subglobosa H. Perrier
- Gravesia submalvacea H. Perrier
- Gravesia subsessilifolia H. Perrier
- Gravesia succosa H. Perrier
- Gravesia tanalensis H. Perrier
- Gravesia tetramera H. Perrier
- Gravesia tetraptera (Cogn.) H. Perrier
- Gravesia thymoides (Baker) H. Perrier
- Gravesia torrentum Jum. & H. Perrier
- Gravesia tricaudata H. Perrier
- Gravesia variesetosa H. Perrier
- Gravesia velutina Jum. & H. Perrier
- Gravesia venusta H. Perrier
- Gravesia vestita (Baker) H. Perrier
- Gravesia viguieri H. Perrier
- Gravesia violacea (Jum. & H. Perrier) H. Perrier
- Gravesia viscosa H. Perrier